# عملیات آسپیدس
عملیات آسپیدس، عملیات نظامی اتحادیه اروپا در پاسخ به درگیری حوثی‌ها با کشتیرانی بین‌المللی در دریای سرخ است. کلمه «آسپیدس»، در زبان یونانی، به معنای «سپر» است. این مأموریت، برخلاف عملیات نگهبان رفاه به رهبری آمریکا، یک مأموریت صرفاً دفاعی برای افزایش نظارت دریایی در منطقه، اسکورت کشتی‌های تجاری و دفاع در برابر حملات است.